# سيرغي يسينين
سيرغي يسينين (بالروسية: Сергей Александрович Есенин) شاعر روسي ولد في 3 أكتوبر 1895 وتوفي في 28 ديسمبر 1925 (30 سنة)
```
لينينغراد
. يعتبر من أشهر الشعراء الروس في 
القرن العشرين
. وهو أبرز شعراء حركة 
التَّصَوُّرية
.
[
3
]
```

عرف بأنه شاعر حساس ومتدين وقد لاقى الكثير من التضيق بسبب تدينه في ظل الثورة البلشوفية. وكانت نهايته تراجيدية، فقد انتحر في ليلة 27 ديسمبر 1925 في غرفة بفندق “إنغليتير” في بطرسبورغ وهو في أوج فتوته وإبداعه.

## مقاطع من شعره
```
لستُ نادماً، لا أستجدي ولا انتحب،
فكلّ شيء سيمضي،
كما العجاج عن كروم التفاح الأبيض.
وقد نال مني ذهب الذبول،
فلن أكون شاباً بعد الآن.
ولن تخفقَ هكذا بقوة بعد اليوم،
أيها القلب، الملفوح بالبرودة،
ولن تغريني بلاد دمّور البتولا
بأن أتسكع حافي القدمين.

```

## وصلات خارجية
- سيرغي يسينين على موقع IMDb (الإنجليزية)
- سيرغي يسينين على موقع الموسوعة البريطانية (الإنجليزية)
- سيرغي يسينين على موقع ميوزك برينز (الإنجليزية)
- سيرغي يسينين على موقع ديسكوغز (الإنجليزية)
- سيرغي يسينين على موقع قاعدة بيانات الفيلم (الإنجليزية)